# 진 무공 (규진)
진 무공(陳 武公, ? ~ 기원전 781년, 재위: 기원전 795년 ~ 기원전 781년)은 중국 춘추 시대 진(陳)나라의 8대 임금으로, 휘는 령(靈)이다.

## 사적
아버지 희공(僖公)이 죽은 후 뒤를 이었다.
무공 15년(기원전781)에 죽으니, 아들 열(說)이 뒤를 이었다.
| 전임 아버지 희공 효 | 제8대 진나라의 후작 기원전 795년 ~ 기원전 781년 | 후임 아들 이공 열 |